# آنتیل
آنتیل (به انگلیسی: Antilles) مجمع‌الجزایری در دریای کارائیب است. این جزایر در مجاورت خلیج مکزیک و اقیانوس واقع هستند و به شکل یک کمان با طول ۳۵۰۰ کیلومتر بوده که از کشور کوبا شروع شده و تا ساحل ونزوئلا امتداد دارد. آنتیل به دو ناحیهٔ کوچک‌تر به نام آنتیل بزرگ و آنتیل کوچک تقسیم شده‌است.
مساحت این ناحیه در حدود ۲۳۵٫۸۳۰٫۰۰۰ کیلومتر مربع بوده و در حدود ۴۲ میلیون نفر جمعیت دارد. این جزایر متعلق به ۱۳ کشور مختلف هستند.

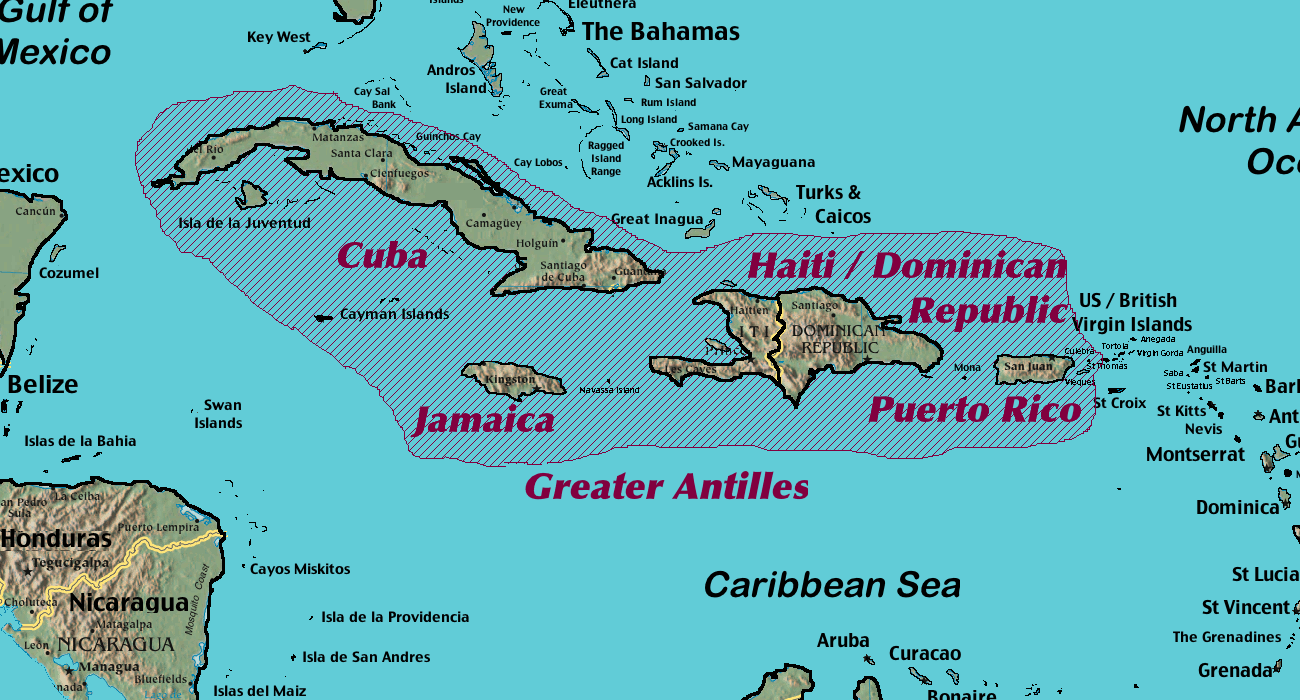

## کشورها و قلمروها

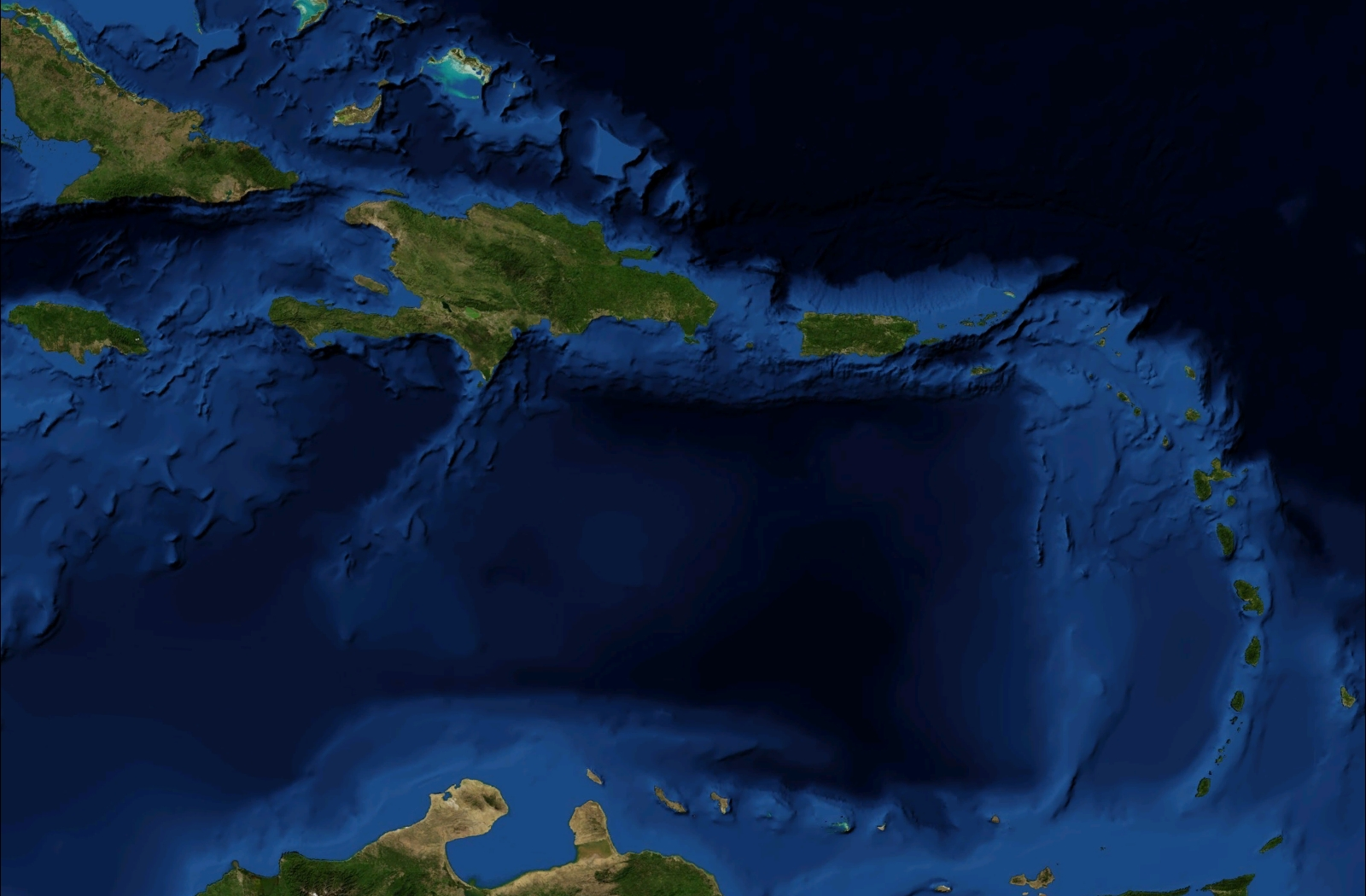

### مجمع‌الجزایر لوکایی
- باهاما
- جزایر تورکس و کایکوس

### آنتیل بزرگ
آنتیل بزرگ که در شمال و غرب این ناحیه قرار دارد و شامل جزایر بزرگ از جمله جزایر کیمن، کوبا، جامائیکا، هیسپانیولا، پورتوریکو و هائیتی می‌باشد. جزایر بادپناه و جزایر بادگیر در آنتیل کوچک واقع هستند.
- کوبا
- هیسپانیولا
  -  هائیتی
  -  جمهوری دومینیکن
- جامائیکا
- پورتوریکو (ایالات متحده آمریکا)
- جزایر کیمن (بریتانیا)
- ایسلا د لا خوبنتود

### آنتیل کوچک
آنتیل کوچک که در جنوب قرار دارد و از جزایر بادپناه و جزایر بادگیر تشکیل شده‌است.
- آنگویلا (بریتانیا)
- آنتیگوآ و باربودا
  - آنتیگوا
  - باربودا
  - Redonda
- آروبا (پادشاهی هلند)
- باربادوس
- بونیر (هلند)
- جزایر ویرجین انگلستان (بریتانیا)
- کوراسائو (پادشاهی هلند)
- دومینیکا
- گرنادا
- French Antilles (فرانسه)
  -  جزیره گوادلوپ
  -  مارتینیک
  -  La Désirade
  -  Marie-Galante
  -  Les Saintes
  -  سنت بارثلمی
- سابا (هلند)
- سینت یوستیشس (هلند)
- مونتسرات (بریتانیا)
- سنت کیتس و نویس
  - سنت کیتس
  - نویس (جزیره)
- سنت لوسیا
- سن مارتن
  -  سن مارتن فرانسه (فرانسه)
  -  سنت مارتین (پادشاهی هلند)
- سنت وینسنت و گرنادین‌ها
- ترینیداد و توباگو
  - توباگو
  - ترینیداد
- جزایر ویرجین ایالات متحده
  - سنت کرویکس، جزایر ویرجین ایالات متحده
  - سنت توماس
  - سنت جان
- Federal Dependencies of Venezuela
  - مجمع‌الجزایر لوس روکوئز
  - La Orchila
  - La Tortuga
  - La Blanquilla
  - جزیره مارگاریتا
  - Coche
  - Cubagua
  - Other islands